# Pic Bowen
Le pic Bowen est une montagne d'une altitude de 1 631 mètres, située près de Queenstown, une station balnéaire de l'Otago, en Nouvelle-Zélande, dans l'île du Sud.